# Bandung Trade Center
Bandung Trade Center (BTC) is een groot winkelcentrum in de Indonesische stad Bandung. BTC werd geopend in 2000. Het winkelcentrum bestaat uit 4 verdiepingen met huurders, hieronder zitten zowel nationale als internationale bedrijven en winkels, waaronder KFC en Hoka Hoka Bento.
Bandung Trade Center is een family mall concept winkelcentrum.